# ‟英„倶楽部高橋農場
‟英„倶楽部 高橋農場（はなくらぶ たかはしのうじょう）は、北海道江別市東野幌の野菜・山ワサビの栽培・生産農場。
主力製品の山ワサビの栽培・販売会社でもある。

## 概要
野幌原始林に位置し、主力生産品である山ワサビの栽培を行い、「えぞ山わさび」として販売する。

## 主力製品
- えぞ山わさび
- えぞ山わさびしょうゆ - 醤油漬け（摩り下ろしの瓶詰め）
- えぞ山わさびしろ

など

## 主要取引店舗
- アークスグループ
  - ラルズ
- ジャパンミート（北海道大曲店）

など

## メディア出演
テレビ
- 秘密のケンミンSHOW（日本テレビ系列、2009/2/5放送）- 北海道企画「山ワサビご飯」の商品協力・ロケ地。
- どさんこワイド179（札幌テレビ放送） - ロケ地
- Hana*テレビ（HBCテレビ） - ロケ地

ラジオ
- 牧泰昌の夕やけジャーナル（STVラジオ） - ロケ地

など多数